# Tiy-Mereneset
Tiy-Mereneset (fl. XII secolo a.C.) è stata una regina egizia della XX dinastia.

## Biografia
Si è ipotizzato che Tiy-Mereneset (che significa "Tiy, amata da Iside") fosse una figlia del faraone Merenptah, e perciò nipote di Ramesse il Grande. Fu Grande Sposa Reale del faraone Sethnakht, sovrano fondatore della XX dinastia, e dunque fu regina d'Egitto; se l'ascendenza ipotizzata per la regina fosse corretta, ciò la renderebbe un notevole motivo di legittimazione al trono per Sethnakht. Suo figlio fu l'importante faraone Ramesse III, già più che ventenne quando la nuova dinastia prese il potere; tutti i successivi 9 re della dinastia, fino a Ramesse XI, discendono direttamente da Sethnakht e Tiy-Mereneset.
Sethnakht morì solo tre anni dopo l'accessione al trono, nel 1186 a.C., e non si hanno notizie di altre mogli. Una stele ad Abido la raffigura la coppia reale, in una posizione di grande onore: vi compaiono adorati da un sacerdote di nome Meresyotef, mentre Ramesse III presenta loro devotamente delle offerte.

## Titoli
- Regina consorte d'Egitto
- Grande Sposa Reale
- Figlia del re
- Sorella del re
- Madre del re